# Super 14 2007
Il Super 14 2007 fu la 12ª edizione del Super Rugby SANZAR, torneo professionistico di rugby a 15 che si disputa su base annuale tra squadre di club delle federazioni australiana, neozelandese e sudafricana.
Composta interamente di franchise, si tenne tra febbraio e maggio 2007.
La stagione regolare vide la netta supremazia del Sudafrica, due cui squadre, gli Sharks e i Bulls, si piazzarono ai primi due posti della classifica; a seguire i campioni uscenti dei Crusaders e gli australiani Brumbies.
A titolo statistico, tale edizione del torneo si caratterizza per una certa frequenza di incontri con entrambe le squadre in singola cifra: si citano l'8-7 degli Highlanders sugli Western Force alla prima giornata, il 9-3 dei Lions sui Crusaders alla terza giornata ma, soprattutto, sempre nello stesso turno, il 6-3 dei Brumbies sui Reds, incontro che si guadagnò all'epoca il primato di gara con il minor numero di punti della storia del Super Rugby, poi ritoccato verso il basso nel 2009.
Le semifinali sancirono la superiorità del Sudafrica e, per la prima volta nella ancor breve storia del Super Rugby, la gara per il titolo vide in campo due squadre di tale Paese: a Durban i Bulls si imposero sugli Sharks per un solo punto (20-19) e solo nei minuti terminali, ripetendo nel punteggio la finale del 2000 tra Brumbies e Crusaders.
Fu l'esordio del Sudafrica nel palmarès della competizione.

## Squadre partecipanti e ambiti territoriali
| Paese         | Squadra       | Sede           | Area                                            |
| ------------- | ------------- | -------------- | ----------------------------------------------- |
| Australia     | Brumbies      | Canberra       | Territorio della Capitale Australiana           |
| Australia     | Reds          | Brisbane       | Stato del Queensland                            |
| Australia     | Waratahs      | Sydney         | Stato del Nuovo Galles del Sud                  |
| Australia     | Western Force | Perth          | Stato dell’Australia Occidentale                |
| Nuova Zelanda | Blues         | Auckland       | Penisola di North Auckland                      |
| Nuova Zelanda | Chiefs        | Hamilton       | Distretti di Hamilton, Tauranga e Rotorua       |
| Nuova Zelanda | Crusaders     | Christchurch   | Regione di Canterbury                           |
| Nuova Zelanda | Highlanders   | Dunedin        | Distretto di Otago e South Land                 |
| Nuova Zelanda | Hurricanes    | Wellington     | Wellington, Palmerston North e Napier           |
| Sudafrica     | Bulls         | Pretoria       | East Rand, Limpopo                              |
| Sudafrica     | Cheetahs      | Bloemfontein   | Stato libero, Provincia del Capo Settentrionale |
| Sudafrica     | Lions         | Johannesburg   | Mpumalanga, Provincia del Nordovest             |
| Sudafrica     | Sharks        | Durban         | KwaZulu-Natal                                   |
| Sudafrica     | Stormers      | Città del Capo | Cape Winelands, West Coast                      |

### Risultati
|          | 1ª giornata                 |       |
| -------- | --------------------------- | ----- |
| 2-2-2007 | Blues – Crusaders           | 34–25 |
| 2-2-2007 | Western Force – Highlanders | 7–8   |
| 2-2-2007 | Lions – Waratahs            | 16–25 |
| 3-2-2007 | Chiefs – Brumbies           | 15–21 |
| 3-2-2007 | Reds – Hurricanes           | 25–16 |
| 3-2-2007 | Sharks – Bulls              | 17–3  |
| 3-2-2007 | Cheetahs – Stormers         | 27–9  |

|           | 4ª giornata            |       |
| --------- | ---------------------- | ----- |
| 23-2-2007 | Hurricanes – Brumbies  | 11–10 |
| 24-2-2007 | Highlanders – Stormers | 35–24 |
| 24-2-2007 | Blues – Reds           | 38–13 |
| 24-2-2007 | Western Force – Lions  | 24–25 |
| 24-2-2007 | Bulls – Chiefs         | 30–27 |
| 24-2-2007 | Cheetahs – Crusaders   | 28–49 |
| Rip.      | Waratahs e Sharks      |       |

|           | 7ª giornata          |       |
| --------- | -------------------- | ----- |
| 16-3-2007 | Chiefs – Lions       | 34–7  |
| 16-3-2007 | Western Force – Reds | 38–3  |
| 17-3-2007 | Crusaders – Bulls    | 32–10 |
| 17-3-2007 | Waratahs – Stormers  | 10–16 |
| 17-3-2007 | Cheetahs – Brumbies  | 38–20 |
| 17-3-2007 | Sharks – Hurricanes  | 27–14 |
| Rip.      | Blues e Highlanders  |       |

|          | 10ª giornata              |       |
| -------- | ------------------------- | ----- |
| 6-4-2007 | Blues – Cheetahs          | 26–8  |
| 7-4-2007 | Highlanders – Chiefs      | 34–38 |
| 7-4-2007 | Crusaders – Western Force | 53–0  |
| 7-4-2007 | Reds – Sharks             | 16–59 |
| 7-4-2007 | Stormers – Lions          | 30–8  |
| 8-4-2007 | Brumbies – Waratahs       | 36–10 |
| Rip.     | Hurricanes - Bulls        |       |

|           | 13ª giornata             |       |
| --------- | ------------------------ | ----- |
| 27-4-2007 | Hurricanes – Highlanders | 22–21 |
| 27-4-2007 | Waratahs – Chiefs        | 23–28 |
| 27-4-2007 | Western Force – Cheetahs | 45–17 |
| 27-4-2007 | Bulls – Blues            | 40–19 |
| 28-4-2007 | Brumbies – Crusaders     | 15–6  |
| 28-4-2007 | Sharks – Lions           | 33–3  |
| 28-4-2007 | Stormers – Reds          | 37–24 |

|           | 2ª giornata              |       |
| --------- | ------------------------ | ----- |
| 9-2-2007  | Chiefs – Hurricanes      | 32–39 |
| 9-2-2007  | Stormers – Western Force | 3–22  |
| 9-2-2007  | Sharks – Waratahs        | 22–9  |
| 10-2-2007 | Crusaders – Reds         | 33–22 |
| 10-2-2007 | Brumbies – Blues         | 15–17 |
| 10-2-2007 | Bulls – Cheetahs         | 24–20 |
| 10-2-2007 | Lions – Highlanders      | 11–6  |

|          | 5ª giornata              |       |
| -------- | ------------------------ | ----- |
| 2-3-2007 | Blues – Highlanders      | 28–9  |
| 2-3-2007 | Waratahs – Western Force | 16–16 |
| 2-3-2007 | Cheetahs – Chiefs        | 22–22 |
| 3-3-2007 | Hurricanes – Stormers    | 17–30 |
| 3-3-2007 | Brumbies – Bulls         | 7–19  |
| 3-3-2007 | Reds – Lions             | 20–26 |
| 3-3-2007 | Sharks – Crusaders       | 27–26 |

|           | 8ª giornata              |       |
| --------- | ------------------------ | ----- |
| 23-3-2007 | Blues – Waratahs         | 34–6  |
| 24-3-2007 | Highlanders – Bulls      | 13–22 |
| 24-3-2007 | Crusaders – Stormers     | 36–11 |
| 24-3-2007 | Reds – Chiefs            | 19–21 |
| 24-3-2007 | Sharks – Brumbies        | 10–21 |
| 24-3-2007 | Lions – Hurricanes       | 30–7  |
| Rip.      | Cheetahs e Western Force |       |

|           | 11ª giornata            |       |
| --------- | ----------------------- | ----- |
| 13-4-2007 | Hurricanes – Cheetahs   | 37–15 |
| 14-4-2007 | Chiefs – Western Force  | 64–36 |
| 14-4-2007 | Highlanders – Crusaders | 3–38  |
| 14-4-2007 | Blues – Sharks          | 25–32 |
| 14-4-2007 | Waratahs – Reds         | 26–13 |
| 14-4-2007 | Bulls – Stormers        | 49–12 |
| Rip.      | Brumbies e Lions        |       |

|          | 14ª giornata           |       |
| -------- | ---------------------- | ----- |
| 4-5-2007 | Crusaders – Chiefs     | 24–30 |
| 4-5-2007 | Western Force – Blues  | 6–33  |
| 5-5-2007 | Brumbies – Highlanders | 29–10 |
| 5-5-2007 | Hurricanes – Waratahs  | 14–38 |
| 5-5-2007 | Lions – Cheetahs       | 10–16 |
| 5-5-2007 | Stormers – Sharks      | 10–36 |
| 5-5-2007 | Bulls – Reds           | 92–3  |

|           | 3ª giornata           |       |
| --------- | --------------------- | ----- |
| 16-2-2007 | Stormers – Chiefs     | 21–16 |
| 16-2-2007 | Bulls – Western Force | 27–30 |
| 17-2-2007 | Hurricanes – Blues    | 23–22 |
| 17-2-2007 | Reds – Brumbies       | 3–6   |
| 17-2-2007 | Cheetahs – Waratahs   | 30–26 |
| 17-2-2007 | Lions – Crusaders     | 9–3   |
| 17-2-2007 | Sharks – Highlanders  | 23–16 |

|           | 6ª giornata                |       |
| --------- | -------------------------- | ----- |
| 9-3-2007  | Highlanders – Reds         | 33–17 |
| 9-3-2007  | Brumbies – Stormers        | 26–13 |
| 9-3-2007  | Western Force – Hurricanes | 18–17 |
| 10-3-2007 | Blues – Lions              | 41–14 |
| 10-3-2007 | Waratahs – Bulls           | 19–32 |
| 10-3-2007 | Cheetahs – Sharks          | 14–30 |
| Rip.      | Chiefs e Crusaders         |       |

|           | 9ª giornata            |       |
| --------- | ---------------------- | ----- |
| 30-3-2007 | Highlanders – Cheetahs | 21–17 |
| 30-3-2007 | Western Force – Sharks | 22–12 |
| 31-3-2007 | Hurricanes – Bulls     | 17–9  |
| 31-3-2007 | Chiefs – Blues         | 11–18 |
| 31-3-2007 | Waratahs – Crusaders   | 33–34 |
| 31-3-2007 | Lions – Brumbies       | 19–14 |
| Rip.      | Reds- Stormers         |       |

|           | 12ª giornata             |       |
| --------- | ------------------------ | ----- |
| 20-4-2007 | Crusaders – Hurricanes   | 23–13 |
| 20-4-2007 | Brumbies – Western Force | 14–12 |
| 21-4-2007 | Reds – Cheetahs          | 23–13 |
| 21-4-2007 | Chiefs – Sharks          | 35–27 |
| 21-4-2007 | Waratahs – Highlanders   | 25–26 |
| 21-4-2007 | Lions – Bulls            | 7–31  |
| 21-4-2007 | Stormers – Blues         | 33–20 |

### Classifica
|  |     | Squadra       | G  | V  | N | P  | PF  | PS  | B  | Pt |
|  | --- | ------------- | -- | -- | - | -- | --- | --- | -- | -- |
|  | 1.  | Sharks        | 13 | 10 | 0 | 3  | 355 | 214 | 5  | 45 |
|  | 2.  | Bulls         | 13 | 9  | 0 | 4  | 388 | 223 | 6  | 42 |
|  | 3.  | Crusaders     | 13 | 8  | 0 | 5  | 382 | 235 | 10 | 42 |
|  | 4.  | Blues         | 13 | 9  | 0 | 4  | 355 | 235 | 6  | 42 |
|  | 5.  | Brumbies      | 13 | 9  | 0 | 4  | 234 | 173 | 4  | 40 |
|  | 6.  | Chiefs        | 13 | 7  | 1 | 5  | 373 | 321 | 10 | 40 |
|  | 7.  | Western Force | 13 | 6  | 1 | 6  | 276 | 292 | 6  | 32 |
|  | 8.  | Hurricanes    | 13 | 6  | 0 | 7  | 247 | 300 | 3  | 27 |
|  | 9.  | Highlanders   | 13 | 5  | 0 | 8  | 235 | 301 | 7  | 27 |
|  | 10. | Stormers      | 13 | 6  | 0 | 7  | 249 | 326 | 3  | 27 |
|  | 11. | Cheetahs      | 13 | 4  | 1 | 8  | 265 | 342 | 4  | 22 |
|  | 12. | Lions         | 13 | 5  | 0 | 8  | 175 | 284 | 2  | 22 |
|  | 13. | Waratahs      | 13 | 3  | 1 | 9  | 266 | 317 | 7  | 21 |
|  | 14. | Reds          | 13 | 2  | 0 | 11 | 201 | 438 | 3  | 11 |

## Semifinali
| Durban 12 maggio 2007, ore 15 UTC+2 | Sharks           | 34 – 18 | Blues | ABSA Stadium (52.173 spett.)\| Arbitro: \| Stuart Dickinson \| |
| Arbitro:                            | Stuart Dickinson |         |       |                                                                |

| Pretoria 12 maggio 2007, ore 17:30 UTC+2 | Bulls        | 27 – 12 | Crusaders | Loftus Versfeld Stadium (53.000 ca. spett.)\| Arbitro: \| Matt Goddard \| |
| Arbitro:                                 | Matt Goddard |         |           |                                                                           |

## Finale
| Arbitro: | Steve Walsh |

|                             |      |                      |
| 18’ Pietersen 77’ v.d. Berg | mt   | 12’ Spies 82’ Habana |
|                             | tr   | 12’, 82’ D. Hougaard |
| Montgomery (3)              | c.p. | D. Hougaard (2)      |